# Nicolas de Bonneville
Nicolas de Bonneville, född den 13 mars 1760 i Évreux, död den 9 november 1828 i Paris, var en fransk litteratör.
Bonneville stiftade under franska revolutionen, jämte Fauchet, sällskapet Cercle social och utgav ett par tidningar. Under skräckregeringen häktades han, men frigavs efter Robespierres fall. Även under Napoleon I:s tid satt han någon tid i fängelse som politiskt misstänkt. Han var författare till Histoire de l'Europe moderne (1789–1792) och De l'esprit des religions (1791) med flera arbeten.